# Giselle Andrea Kañevsky
Giselle Andrea Kañevsky, nadimka Gisi (Buenos Aires, 4. kolovoza 1985.) je argentinska hokejašica na travi. Igra na mjestu obrambene igračice, ali i u veznom redu. Visine je 162 cm i težine 52 kg.
Hokej je počela igrati sa sedam godina u klubu Country Los Cardales. 3 godine poslije je prešla u Club Náutico Hacoaj. U rujnu 2008. je otišla igrati u Nizozemsku, u Haagsche Delftsche Mixed Hockey Club (HDM).
Za argentinsku izabranu vrstu je prvi put zaigrala kao juniorka 2005. na juniorskom SP-u. Iduće godine je zaigrala za seniorsku djevojčad, osvojivši broncu na SP-u. Potom je osvajala odličja i sudjelovala na više međunarodnih natjecanja.
Ruskog je podrijetla. 
Po stanju od 3. studenoga 2009., igra za klub Club Náutico Hacoaj.

## Sudjelovanja na velikim natjecanjima
- juniorsko SP 2005. (5. mjesto)
- SP 2006. (bronca)
- Južnoameričke igre 2006. (zlato)
- Trofej prvakinja 2007. (srebro)
- Panameričke igre 2007. (zlato)
- OI 2008. (bronca)
- Panamerički kup 2009. (zlato)
- Trofej prvakinja 2009. (zlato)